# Pallene (Calcidica)

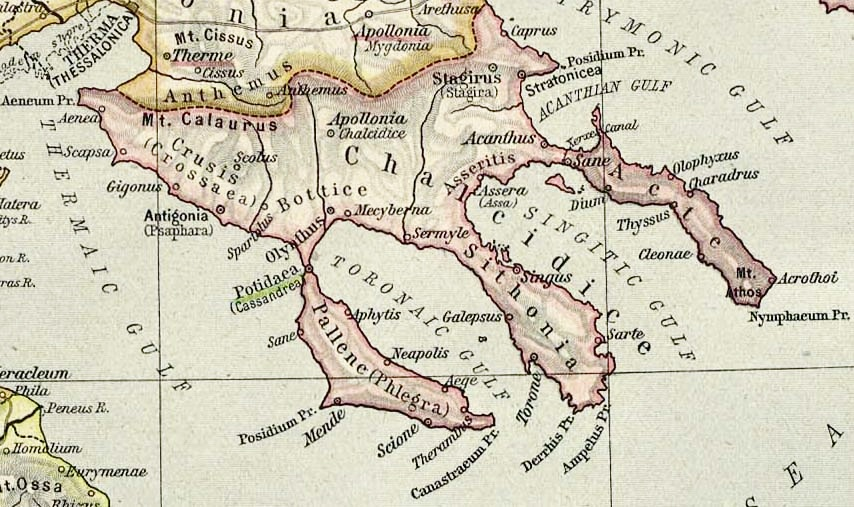
Pallene (sottolineata in verde Potidea) in una carta raffigurante la Penisola Calcidica in età antica

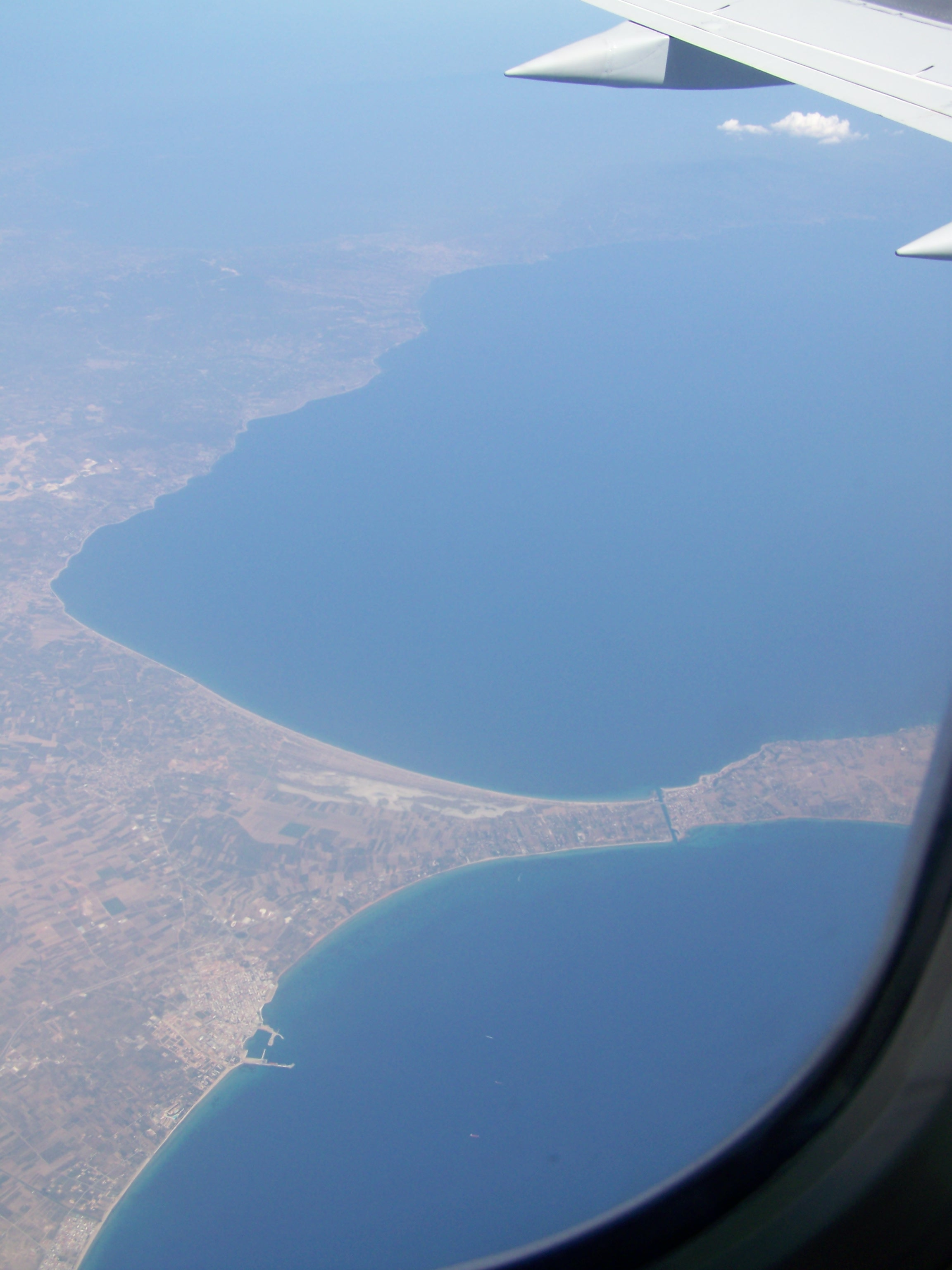
Veduta aerea del Canale di Potidea

Pallene (in greco antico: Παλλήνη?) è l'antico nome della più occidentale fra le tre penisolette della Penisola Calcidica in Grecia, che si protendono nell'Egeo nord-occidentale.

## Geografia
Il nome moderno della penisola è Penisola Cassandra (in greco moderno: Χερσόνησος Κασσάνδρας). Forma con Longos, la penisola mediana della penisola Calcidica, il golfo di Cassandra (antico Toronaicus). L'istmo che collegava a settentrione la penisoletta Pallene alla restante penisola Calcidica venne tagliato già nell'antichità formando un canale ancora esistente (Canale di Potidea). La Pallene ha clima temperato; il suolo è adatto all'agricoltura (frumento, boschi), alla pastorizia (capre e pecore) e all'apicoltura.

## Storia
Si narrava che l'antico nome della penisola fosse quello di "Flegra" (Φλέγρα, Phlegra) e di essere stata coinvolta nella lotta fra gli Dei e i Giganti. Nell'antichità, la penisola di Pallene fu sede di numerose città: Sane, Mende, Scione, Terambo, Ege, Neapoli, Afiti, generalmente colonie di Eretria. Strabone, nel I secolo d.C., citava i nomi delle seguenti cinque città: Cassandra (fondata da Cassandro I sulla sede dell'antica Potidea), Afiti, Mende, Scione e Sane.